# Jakutische Autonome Sozialistische Sowjetrepublik

Flagge der Jakutischen ASSR

Gebiet der Jakutischen ASSR, heute Republik Sacha (Jakutien)

Die Jakutische Autonome Sozialistische Sowjetrepublik (russisch Якутская Автономная Советская Социалистическая Республика; jakutisch Саха автономнай сэбиэскэй социалистическэй республиката), kurz Jakutische ASSR (russisch Якутская АССР; jakutisch Саха АССР), war eine autonome Sowjetrepublik innerhalb der Russischen Sozialistischen Föderativen Sowjetrepublik (RSFSR) in der Sowjetunion. Sie bestand von 1922 bis 1991. Das sibirische Gebiet ist 3.130.200 Quadratkilometer groß und von nur etwa einer Million Menschen bewohnt. Die Hauptstadt war Jakutsk. Das Klima ist sehr unwirtlich, nicht selten werden Temperaturen unter −50 Grad Celsius erreicht. Das Gebiet verfügt über reiche Bodenschätze an Kohle, Gold, Diamanten, Zinn, Glimmer, Steinsalz und Erdgas, die jedoch sehr schwer zu erreichen und wenig erschlossen sind. Eine geringe Verkehrserschließung erschwert die Entwicklung des kaum bewohnten Landes. Wichtigster Fluss ist die Lena, auf der Schifffahrt betrieben wird. Zu sowjetischer Zeit wurde Industrie angesiedelt, was die Zuwanderung einer größeren Zahl von Russen nach sich zog. Mit dem Zerfall der Sowjetunion 1991 wurden der Region weitreichende Autonomierechte zugestanden. Heute ist sie als Republik Sacha (Jakutien) Teil Russlands.